# Regierungsbezirk Zwickau
| Basisdaten                       | Basisdaten           |
| -------------------------------- | -------------------- |
| Verwaltungssitz                  | Zwickau              |
| Fläche                           | 2.512 km² (1939)     |
| Einwohner                        | 853.980 (1939)       |
| Bevölkerungsdichte               | 340 Einw./km² (1939) |
| Freistaat Sachsen 1900–1932/1939 |                      |
|                                  |                      |

Der ehemalige Regierungsbezirk Zwickau war eine Oberbehörde. Dem Regierungsbezirk stand als Oberhaupt der Regierungspräsident vor.  

## Geschichte
Der Regierungsbezirk Zwickau-Südwestsachsen ist auf der Grundlage des Reichsgesetzes zur Neubezeichnung der Verwaltungen vom 23. Dezember 1938 nach preußischem Vorbild aus der Kreishauptmannschaft Zwickau hervorgegangen, wonach ab 1. Januar 1939 die Kreishauptmannschaften als Regierungsbezirke, die Amtshauptmannschaften als Landkreise und die kreisfreien Städte als Stadtkreise bezeichnet wurden.
Zum 1. Juli 1943 stellte der Regierungsbezirk seine Tätigkeit auf Kriegsdauer ein, bestand jedoch formell weiter.
Nach dem Zweiten Weltkrieg sollten zunächst wieder Regierungsbezirke errichtet werden. Durch die Nachkriegsverordnung vom 26. April 1946 über die Errichtung von Bezirksverwaltungen wurden die Regierungsbezirke und Landkreise aufgelöst. Die Verwaltungsaufgaben wurden bis 1952, dem Jahr der Gründung der DDR-Bezirke, durch Kreisräte/Kreistage wahrgenommen (vgl. Kreisreformen in der DDR). Nachdem die Länderstruktur zerschlagen war, wurden 1952 in der DDR staatliche Bezirke eingerichtet, wobei das Land Sachsen in drei Bezirke aufgeteilt wurde. Der ehemalige Regierungsbezirk Zwickau wurde dem Bezirk Karl-Marx-Stadt angegliedert. Nach der Herstellung der Einheit Deutschlands im Jahr 1990 wurde auf dem Gebiet der ehemaligen DDR die Länderstruktur wieder eingeführt. Die Verwaltung des Landes Sachsen wurde sodann auf der territorialen Basis der DDR-Bezirke durch drei Regierungsbezirke vollzogen, die mit der Kreisreform Sachsen 2008 in Landesdirektionen umbenannt wurden, bevor diese am 1. März 2012 ganz abgeschafft wurden. Mit der Verwaltungsreform wurde der viertgrößten Stadt im Freistaat und ehemaligen Großstadt Zwickau auf Initiative des Kabinetts Milbradt auch das verbliebene Privileg der Kreisfreiheit aberkannt.

## Regierungspräsident
Richard Oesterhelt war 1937–1944 Regierungspräsident. Hans Sievert war 1938–1945 Regierungsvizepräsident.

## Aufgaben
- Aufsicht über sämtliche Verwaltungsbehörden des Innenministeriums
- Aufsicht über Städte mit revidierter Städteordnung
- Aufgaben aus der Zuständigkeit des Finanzministeriums
- Betrieb und Unterhaltung des Landgerichts (Appellationsgericht) und der Staatsanwaltschaft

## Territoriale Gliederung

### Kreisfreie Städte
- Aue
- Crimmitschau
- Meerane
- Plauen
- Reichenbach
- Werdau
- Zwickau

### Landkreise
- Landkreis Auerbach
- Landkreis Oelsnitz
- Landkreis Plauen
- Landkreis Schwarzenberg
- Landkreis Zwickau